# Anastoechus erinaceus
Anastoechus erinaceus är en tvåvingeart som beskrevs av Mario Bezzi 1921. Anastoechus erinaceus ingår i släktet Anastoechus och familjen svävflugor. Inga underarter finns listade i Catalogue of Life.